# Superpotravina

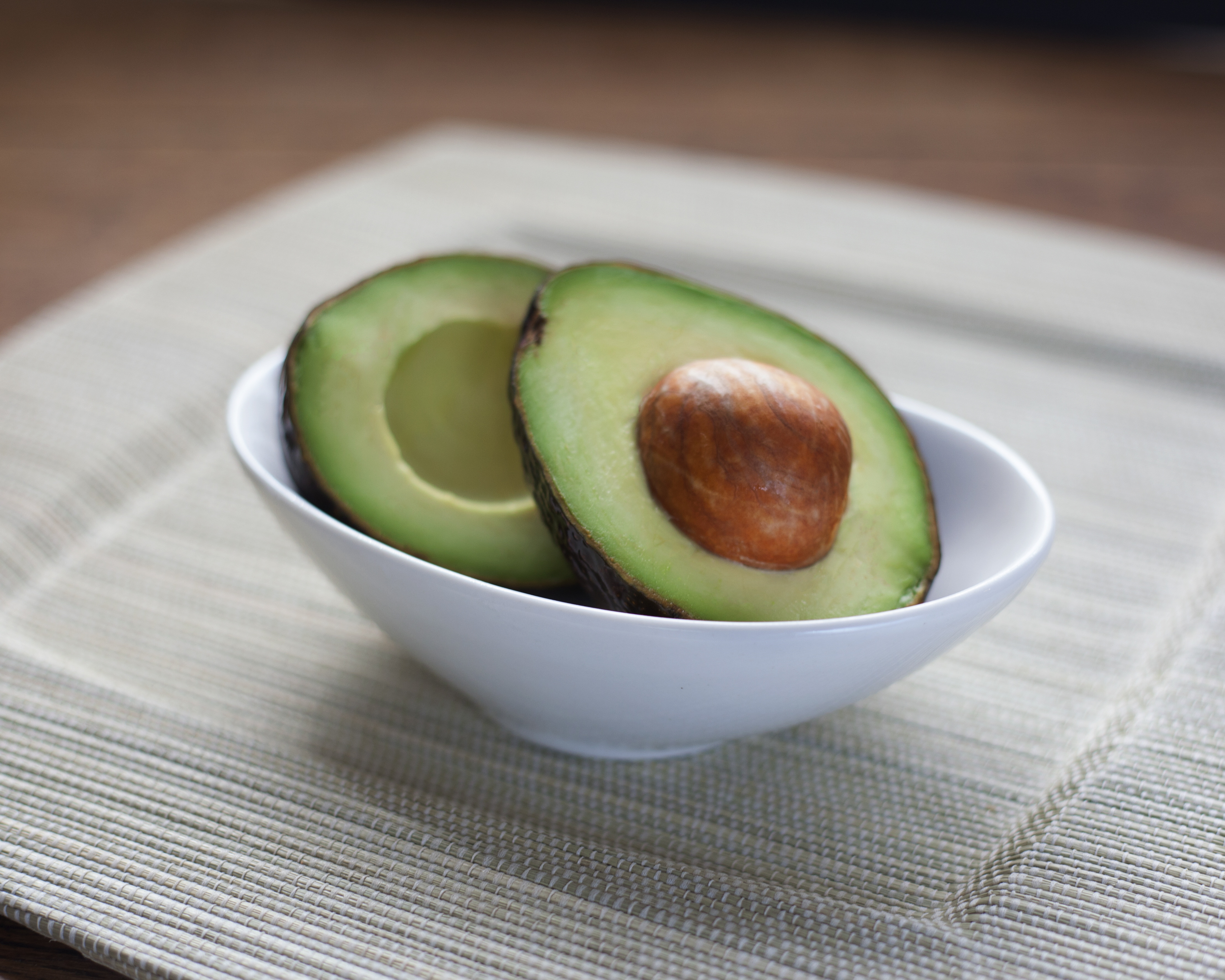
Avokádo patří mezi potraviny, které nejčastěji bývají označeny marketingovým pojmem „superpotravina“.

Superpotravina je marketingové označení pro potraviny, které mají vysoký obsah látek, které by měly prospívat zdraví. Jde například o vitamíny a minerální látky.

## Definice
Poprvé byl tento výraz použit na počátku 20. století, k rozšíření však došlo až na počátku 21. století. Tento trend souvisí s větším zájmem lidí o své zdraví, zdravou stravu a zdravý životní styl. Podle studie YouGov 61 % obyvatel Spojeného království nakoupilo nějakou potravinu, protože byla označena jako superpotravina.
Neexistuje žádná oficiální definice superpotraviny. Tento termín se používá především v marketingu a v médiích a popisují se jím velmi výživné potraviny s pozitivním dopadem na zdraví. Podle Oxford English Dictionary jde o „výživově bohatou potravinu, která je považovaná za zvláště prospěšnou pro zdraví, tělesnou a duševní pohodu“, Webster's Dictionary je vymezuje jako „zvláště výživově bohatou potravinu, plnou vitamínů, minerálů, vlákniny, antioxidantů a/nebo živin rostlinného původu“.

## Kritika
Označování určitých potravin za superpotraviny někteří odborníci kritizují. Podle Britské dietologické organizace a profesora bostonské Tufts University Jeffreyho Blumberga označení mate zákazníky, kteří se pak domnívají, že tyto potraviny jsou lepší než jiné či se jim prodejci snaží prodat dražší produkty (exotické ovoce nebo džusy), které jsou podobně zdraví prospěšné jako běžné ovoce a zelenina, které však stojí zlomek ceny superpotravin. Při označování některých druhů ovoce a zeleniny se často argumentuje vědeckými studiemi, které zjistily, že mají určité zdraví prospěšné vlastnosti. Ovšem již neuvádějí, že těchto výsledků bylo dosaženo za odlišných podmínek, než za kterých je poté lidé konzumují. Používají se například vysoké koncentrace živin, jichž není při běžném stravování možné dosáhnout, či studie nepočítají, že kromě superpotravin lidé jedí i jinou stravu, která může působení superpotravin ovlivnit. Například červené jablko obsahuje tolik antioxidantů jako 13 dávek džusu z kustovnice čínské.

## Superpotraviny
Výčet potravin, které lze označit názvem superpotravina není jednotný. Řadí se sem například červená řepa, borůvky, chia semínka, mladý ječmen, nepražené kakaové boby, citrusy, některé ryby, ořechy, semínka (konopná, lněná, slunečnicová, melounová, dýňová) a luštěniny (fazole, čočka, sója), exotické ovoce (avokádo, granátové jablko, mango, kiwi), řasy (chlorella, spirulina), quinoa či kustovnice čínská (goji).